# Gryllus regularis
Gryllus regularis (лат.) — вид прямокрылых насекомых из семейства сверчков. Эндемики США.

## Распространение
Северная Америка: США (Аризона, Нью-Мексико, Техас).

## Описание
Сверчки буровато-чёрного цвета. Отличаются от близких видов (Gryllus cohni, Gryllus texensis, Gryllus armatus) особенностями морфологии (крупные размеры, широкий и блестящий пронотум, короткие задние крылья), ДНК и акустической коммуникации (пения), местами обитания (травянистые и древесные биотопы). Вид был впервые описан в 2019 году американскими энтомологами Дэвидом Вейссманом (David B. Weissman; Department of Entomology, Калифорнийская академия наук, Золотые ворота, Сан-Франциско, США) и Дэвидом Грэем (David A. Gray; Department of Biology, Университет штата Калифорния, Northridge, Калифорния). Видовое название regularis связано с регулярной звуковой пульсацией во время «пения» самцов. На самцах паразитирует муха-тахина Ormia ochracea, что было обнаружено ещё ранее описания вида, когда его условно называли ‘Gryllus #14’ или ‘Arizona triller’ (Sakaguchi & Gray 2011).